# Кереге-Таш (Иссык-Кульская область)
Кереге-Таш (кирг. Кереге-Таш) — село в Ак-Суйском районе Иссык-Кульской области Кыргызстана. Входит в состав Кереге-Ташского аильного округа. Код СОАТЕ — 41702 205 818 03 0.

## Население
По данным переписи 2009 года, в селе проживало 2530 человек.

## Известные уроженцы
- Алышбаев, Джумагул Алышбаевич — советский киргизский учёный-экономист. Академик АН Киргизской ССР (1954).
- Бекбоев, Аскарбек Абдыкадырович — киргизский учёный, доктор философских наук, профессор. Заслуженный деятель науки Кыргызстана.
- Джаркимбаев, Абдыш — советский хозяйственный, государственный и политический деятель.